# Де-Мойн (река)

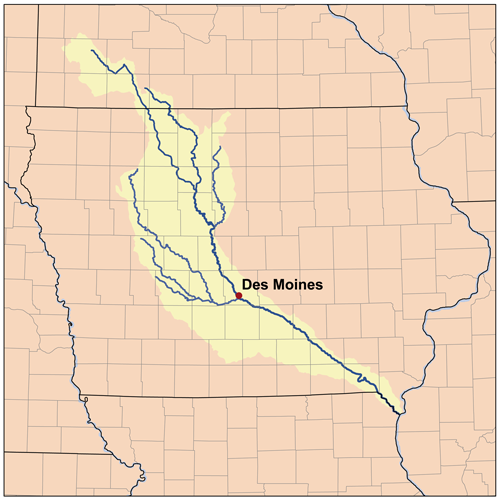
Бассейн реки Де-Мойн

Де-Мойн (англ. Des Moines River) — правый приток реки Миссисипи. Длина — приблизительно 525 миль (845 км).
Течёт по Среднему Западу Соединенных Штатов. Одна из крупнейших рек штата Айова.
Исток находится в южной Миннесоте, течёт через Айову с северо-запада на юго-восток, протекает через равнинную местность и холмистую местность около города Де-Мойн (в месте впадения реки Раккун). По короткому участку нижнего течения реки проходит граница штата Айова со штатом Миссури. Основные притоки — реки Ист-Форк-Де-Мойн, Раккун и Бун.